# دیتون الکتریک
دیتون الکتریک (انگلیسی: Dayton Electric) یک شرکت آمریکایی تولید خودروهای برقی در دیتون، اوهایو از سال ۱۹۱۱ تا ۱۹۱۵ بود. شرکت انواع مختلف وسایل نقلیه را تولید می‌کرد.